# René Gagnier
Pour les articles homonymes, voir Gagnier.
René Gagnier, né le 30 mai 1892 à Montréal et mort le 25 mai 1951 à Trois-Rivières, est un musicien, compositeur et chef d'orchestre québécois.

## Biographie
René Gagnier était le fils du clarinettiste Joseph Gagnier. C'est son père qui lui donnera une éducation musicale. Par la suite, il aura comme professeurs de musique, Saul Brant, Albert Chamberland et Alfred de Sève. Il apprendra à jouer du violon ainsi que de l'euphonium.
René Gagnier composa plusieurs marches, valses, concerto pour violon et quelques musiques de chambre.
Entre 1910 et 1930, René Gagnier joua dans plusieurs orchestres, notamment le Montreal Orchestra. Dès 1918 jusqu'en 1929, il fut assistant du chef d'orchestre du théâtre Loew de Montréal. René Gagnier, fut premier violon de l’Orchestre des concerts symphoniques de Montréal. 
De 1936 à 1937, il fut violoniste dans le Quatuor à cordes Dubois. Il joua également pendant près de 25 ans dans le Canadian Grenadier Guards dirigé par un de ses frères Jean-Josaphat Gagnier. Il enseigna, en parallèle, la musique au Conservatoire de musique du Québec à Montréal.
En 1939, il s'installe à Trois-Rivières où il est nommé chef d'orchestre de l'Union musicale de Trois-Rivières et devint professeur de musique à l'Académie de Trois-Rivières. 
René Gagnier aura plusieurs enfants parmi lesquels, l'actrice Ève Gagnier, la soprano Claire Gagnier et du musicien Gérald Gagnier.